# Roses (песня The Chainsmokers)
«Roses» — песня, записанная американским дуэтом диджеев The Chainsmokers при участии певицы Elizabeth Mencel (Rozes), вышедшая 16 июня 2016 года в качестве сингла с мини-альбома Bouquet. Сингл возглавил электронный танцевальный чарт Dance/Electronic Songs (Billboard), его тираж превысил 3 млн копий в США и он получил платиновый статус RIAA. Пятая лучшая электронно-танцевальная песня года.

## Отзывы
Включена в итоговый список Лучшие синглы США 2016 года по версии Billboard (позиция № 27).

## Музыкальное видео
Видеоклип на песню появился на канале YouTube 7 августа 2015 года.

## Список треков
| №  | Название                    | Длительность |
| -- | --------------------------- | ------------ |
| 1. | «Roses» (при участии Rozes) | 3:46         |

| №  | Название                                        | Длительность |
| -- | ----------------------------------------------- | ------------ |
| 1. | «Roses» (при участии Rozes) (The Him Remix)     | 2:57         |
| 2. | «Roses» (при участии Rozes) (Zaxx Remix)        | 3:10         |
| 3. | «Roses» (при участии Rozes) (King Arthur Remix) | 3:04         |
| 4. | «Roses» (при участии Rozes) (Loosid Remix)      | 3:45         |

## Чарты и сертификации
| Чарт (2015-16)                             | Высшая позиция |
| ------------------------------------------ | -------------- |
| Австралия (ARIA)                           | 5              |
| Австрия (Ö3 Austria Top 40)                | 18             |
| Бельгия/Фландрия (Ultratop 50)             | 31             |
| Бельгия/Валлония (Ultratop 50)             | 22             |
| Канада (Billboard Canadian Hot 100)        | 6              |
| Чехия (Rádio — Top 100)                    | 13             |
| Чехия (Singles Digitál Top 100)            | 9              |
| Denmark (Tracklisten)                      | 29             |
| Финляндия (Suomen virallinen lista)        | 18             |
| Франция (SNEP)                             | 35             |
| Германия (GfK)                             | 24             |
| Ирландия (IRMA)                            | 19             |
| Италия (FIMI)                              | 42             |
| Latvia (Latvijas Top 40)                   | 5              |
| Lebanon (Lebanese Top 20)                  | 9              |
| Нидерланды (Dutch Top 40)                  | 15             |
| Нидерланды (Single Top 100)                | 18             |
| Новая Зеландия (Recorded Music NZ)         | 8              |
| Норвегия (VG-lista)                        | 8              |
| Шотландия (OCC Scotland)                   | 12             |
| Словакия (Singles Digitál Top 100)         | 8              |
| Швеция (Sverigetopplistan)                 | 13             |
| Швейцария (Schweizer Hitparade)            | 20             |
| Великобритания (OCC UK Singles)            | 16             |
| Великобритания (OCC UK Dance)              | 7              |
| США (Billboard Hot 100)                    | 6              |
| США (Billboard Adult Pop Airplay)          | 26             |
| США (Billboard Dance Club Songs)           | 11             |
| США (Billboard Hot Dance/Electronic Songs) | 1              |
| США (Billboard Pop Airplay)                | 3              |
| США (Billboard Rhythmic)                   | 4              |

| Чарт (2015)                                | Позиция |
| ------------------------------------------ | ------- |
| США (Billboard Hot Dance/Electronic Songs) | 25      |

| Чарт (2016)                                    | Позиция |
| ---------------------------------------------- | ------- |
| Canada (Canadian Hot 100)                      | 24      |
| Netherlands (Single Top 100)                   | 60      |
| New Zealand (Recorded Music NZ)                | 22      |
| US Billboard Hot 100                           | 27      |
| US Dance/Electronic Songs (Bilboard)           | 5       |
| US Dance/Electronic Digital Songs (Bilboard)   | 4       |
| US Dance/Electronic Streaming Songs (Bilboard) | 4       |
| US Mainstream Top 40 (Billboard)               | 24      |

| Регион | Сертификация  | Продажи   |
| --- | ------------- | --------- |
| Австралия (ARIA) | 3× Платиновый | 210 000   |
| Бельгия (BEA) | Золотой       | 15,000    |
| Канада (Music Canada) | 9× Платиновый | 720 000   |
| Дания (IFPI Danmark) | Золотой       | 15,000^   |
| Германия (BVMI) | Золотой       | 200 000   |
| Италия (FIMI) | Платиновый    | 50,000    |
| Новая Зеландия (RMNZ) | 2× Платиновый | 30 000*   |
| Норвегия (IFPI Norway) | Платиновый    | 10,000    |
| Швеция (GLF) | 4× Платиновый | 160 000   |
| Великобритания (BPI) | Платиновый    | 600 000   |
| США (RIAA) | 3× Платиновый | 3 000 000 |
| * Данные о продажах приведены только на основе сертификации. · ^ Данные о тиражах приведены только на основе сертификации. · Данные о продажах + прослушиваниях приведены только на основе сертификации. |               |           |